# Xainza
Xainza (chữ Tạng: ཤན་རྩ་རྫོང་; Wylie: shan rtsa rdzong; ZWPY: Xainza Zong; tiếng Trung: 申扎县; bính âm: Shēnzhā Xiàn, Hán Việt: Thân Trát huyện) là một huyện của địa khu Nagqu (Na Khúc), khu tự trị Tây Tạng, Trung Quốc.

### Trấn
- Thân Trát (申扎镇)
- Hùng Mai (雄梅镇)

### Hương
- Hạ Quá (下过乡)
- Khải (卡乡)
- Ba Trát (巴扎乡)
- Tháp Nhĩ Mã (塔尔玛乡)
- Mãi Ba (买巴乡)
- Mã Dược (玛跃乡)